# Barbigerona
Barbigerone es uno de los pocos pyranoisoflavonas entre varios grupos de isoflavonas. Fue aislado por primera vez de la semilla de una planta leguminosa Tephrosia barbigera; de ahí el nombre "barbigerona". Los miembros del género Millettia ahora se sabe que son ricos en barbigerona, incluyendo M. dielsiena, M. ferruginea, M. usaramensis, y M. pachycarpa. También se ha aislado a partir de la planta medicinal Sarcolobus globosus. Barbigerona de S. globosus está validado por tener una significativa propiedad antioxidante. Barbigerone exhibe una profunda actividad antiplasmodial contra el parásito de la malaria Plasmodium falciparum. También está demostrado que tiene potencial contra el cáncer, ya que provoca la apoptosis en murinos en las células con cáncer de pulmón.